# Tour de France Femmes 2023
El Tour de França Femení de 2023, (oficialment Tour de France Femmes avec Zwift), fou la segona edició del Tour de França femení, una de les tres Grans Voltes ciclistes femenines.
La cursa començà el 23 de juliol de 2023 a Clermont-Ferrand, el mateix dia que el Tour de França masculí acabà a París, i acabà amb una contrarellotge individual a Pau el 30 de juliol. La prova es disputà en 8 etapes durant les quals les participants recorreren 957 quilòmetres i superaren, per primer cop, el Tourmalet. A més, la quarta etapa, de 177,1 quilòmetres, fou la més llarga mai disputada en l'UCI Women's World Tour.
La neerlandesa Demi Vollering (SD Worx) es proclamà vencedora de la prova. La seva companya belga d'equip Lotte Kopecky i la polonesa Katarzyna Niewiadoma (Canyon SRAM) la van acompanyar al podi. A més, Kopecky s'imposà a la classificació per punts, Niewiadoma a la de la muntanya i la francesa Cédrine Kerbaol (Ceratizit-WNT) a la de millor jove. SD Worx fou el millor equip.

## Presentació de la prova
La prova es va desenvolupar pel sud de França en un traçat menys muntanyenc que en l'edició precedent; però força escarpat. Davant dels dubtes sobre si el recorregut s'havia ideat per evitar que Annemiek van Vleuten (Movistar) tornés a dominar la prova amb tanta diferència com l'any anterior, la directora de la prova, Marion Rousse, va afirmar que no era el cas.
La primera etapa es disputava al voltant de Clermont-Ferrand i, posteriorment, les participants es dirigien cap als Pirineus travessant tres regions franceses: Alvèrnia-Roine-Alps, Nova Aquitània i Occitània. La penúltima etapa incloïa un final en alt al Tourmalet, previ pas per l'Aspin, i, la darrera, una contrarellotge individual de 22 quilòmetres al voltant de Pau.
Després de l'anunci del recorregut, Annemiek van Vleuten va considerar que era significativament millor que el del 2022, sensació compartida per altres ciclistes, que agraïen la inclusió d'una contrarellotge individual i ports més durs.
Tal com va passar amb l'edició anterior i amb les altres dues Grans Voltes, va ser necessari requerir un permís especial de l'Unió Ciclista Internacional tant per a poder fer una prova de més de 6 etapes com per a tenir-ne una de més de 160 quilòmetres.
El total de premis per a les participants es va mantenir en els 250.000€ –els de l'edició masculina sumen 2,3 milions, 50.000 dels quals són per a la vencedora de la classificació general. D'aquesta manera, és una de les proves més ben dotades del ciclisme femení.

## Equips
Van prendre part a la cursa 22 equips de 7 corredores, una més que en l'edició precedent. Els 15 equips UCI Women's World Team i els dos millors UCI Women's Continental Teams (Ceratizit–WNT Pro Cycling i Lifeplus–Wahoo) van rebre una invitació automàtica i l'organització en va convidar 5 més.
| UCI Women's WorldTeams (15)- Canyon-SRAM Racing - EF Education-TIBCO-SVB - FDJ-Suez - Fenix-Deceuninck - Human Powered Health - Israel-Premier Tech Roland - Liv Racing TeqFind - Movistar Team - Team DSM-Firmenich - Team Jayco AlUla - Team Jumbo-Visma - SD Worx - Lidl-Trek - UAE Team ADQ - Uno-X Pro Cycling Team UCI Women's continental teams (7)- AG Insurance - Soudal Quick-Step Team - Arkéa Women - Ceratizit-WNT Pro Cycling - Cofidis - Lifeplus Wahoo - St Michel-Mavic-Auber93 - Coop-Hitec Products |
| |

## Etapes
| Etapa    | Data      | Ciutats d'etapa                           | type                      | Distància (km) | Desnivell (m) | Vencedora de l'etapa | Líder de la general |
| -------- | --------- | ----------------------------------------- | ------------------------- | -------------- | ------------- | -------------------- | ------------------- |
| 1a etapa | 23 de jul | Clarmont d'Alvèrnia – Clarmont d'Alvèrnia | etapa plana               | 123,8          | 1.051 m       | Lotte Kopecky        | Lotte Kopecky       |
| 2a etapa | 24 de jul | Clarmont d'Alvèrnia – Mauriac             | etapa accidentada         | 151,7          | 2.449 m       | Liane Lippert        | Lotte Kopecky       |
| 3a etapa | 25 de jul | Colonjas – Montignac-Lascaux              | etapa plana               | 147,2          | 1.846 m       | Lorena Wiebes        | Lotte Kopecky       |
| 4a etapa | 26 de jul | Caors – Rodés                             | etapa accidentada         | 177,1          | 2.477 m       | Yara Kastelijn       | Lotte Kopecky       |
| 5a etapa | 27 de jul | Ònes – Albi                               | etapa plana               | 126,1          | 1.732 m       | Ricarda Bauernfeind  | Lotte Kopecky       |
| 6a etapa | 28 de jul | Albi – Blanhac                            | etapa plana               | 122,1          | 1.192 m       | Emma Norsgaard       | Lotte Kopecky       |
| 7a etapa | 29 de jul | Lanamesa – Coll del Tourmalet             | etapa de muntanya         | 89,8           | 2.611 m       | Demi Vollering       | Demi Vollering      |
| 8a etapa | 30 de jul | Pau – Pau                                 | contrarellotge individual | 22,6           | 197 m         | Marlen Reusser       | Demi Vollering      |

## Desenvolupament de la cursa

### 1a etapa
23 de juliol: Clarmont d'Alvèrnia – Clarmont d'Alvèrnia (123,8 km)
La primera etapa consistia en un tomb al voltant de Clarmont d'Alvèrnia. El recorregut era pràcticament pla; però presentava un port de tercera categoria (Côte de Durtol) amb un desnivell mitjà del 7,6% situat a 9,3 quilòmetres de la meta.
Hi va haver diversos intents d'escapada, essent el de Marta Lach (Ceratizit–WNT Pro Cycling) el més reeixit. A 300 metres del cim de la Côte de Durtol, Lotte Kopecky (SD Worx) va atacar i va aconseguir completar els 9,7 quilòmetres que restaven en solitari, arribant a la meta amb 41 segons d'avantatge sobre la seva companya Lorena Wiebes i la resta del pilot. D'aquesta manera, Kopecky liderava la classificació general, la de la muntanya i la dels punts.
La catalana Mireia Benito (AG Insurance–Soudal–Quick-Step) va patir una caiguda als primers quilòmetres de l'etapa i es va veure obligada a abandonar la seva primera participació al Tour,

### 2a etapa
24 de juliol: Clarmont d'Alvèrnia – Mauriac (151,7 km)
La segona etapa va portar les ciclistes cap al sud en un recorregut muntanyós de 151,7 km amb sis ascensions categoritzades. La sortida tornava a ser a Clarmont d'Alvèrnia i l'arribada era a Mauriac. Els darrers 5 quilòmetres incloïen la Côte de Trebiac (3,4 km amb un desnivell mitjà del 5,8%) i els darrers 500 m de l'etapa tenien un gradient mitjà del 5,6%.
L'etapa es va disputar sota pluja intermitent que es va convertir en intensa cap al final que va provocar caigudes de diverses ciclistes en els darrers 20 km. Especialment greu fou la que patí una de les integrants de l'escapada, Eva van Agt (Jumbo–Visma), qui va patir un greu accident en el descens de l'última pujada i va impactar amb el cap amb la barrera de protecció vial. Va ser traslladada a l'hospital, on va ser diagnosticada amb una commoció cerebral.
En els darrers 5 quilòmetres, Katarzyna Niewiadoma (Canyon–SRAM), Juliette Labous (DSM–Firmenich) i Marlen Reusser (SD Worx) van intentar atacs individuals a la pujada de la Côte de Trebiac; però el pilot va arribar junt a la pujada final on Demi Vollering (SD Worx) va llançar l'esprint de la seva companya Lotte Kopecky; però Liane Lippert (Movistar Team) es va imposar als darrers metres i va guanyar l'etapa. Tot i això, Kopecky va mantenir el mallot groc.

### 3a etapa
25 de juliol: Colonjas – Montignac-Lascaux (147,2 km)
La tercera etapa era plana i es preveia un final a l'esprint. Julie Van de Velde (Fenix–Deceuninck) es va escapar quan faltaven uns 60 quilòmetres per a la fi de l'etapa i va aconseguir prou punts de la classificació de la muntanya per a prendre'n el lideratge mentre acumulava un avantatge d'aproximadament un minut. Van de Velde va ser atrapada pel pilot a 200 metres del final i Lorena Wiebes (SD Worx) es va proclamar vencedora de l'etapa.

### 4a etapa
26 de juliol: Caors – Rodés (177,1 km)
Yara Kastelijn (Fenix-Deceuninck) va aconseguir la victòria de l'etapa més llarga mai disputada al Women's World Tour. D'aquesta manera, el seu equip es refeia moralment de la decepció de la vigília, quan la seva companya Julie Van de Velde era atrapada a pocs metres de l'arribada. Kastelijn va imposar-se en solitari després d'aguantar en l'escapada del dia, que va arribar a tenir més de 10 minuts d'avantatge, fins al final i de deixar les seves altres tretze integrants a la Côte de Moyrazès (4,6 km, al 5 ,5% de desnivell).

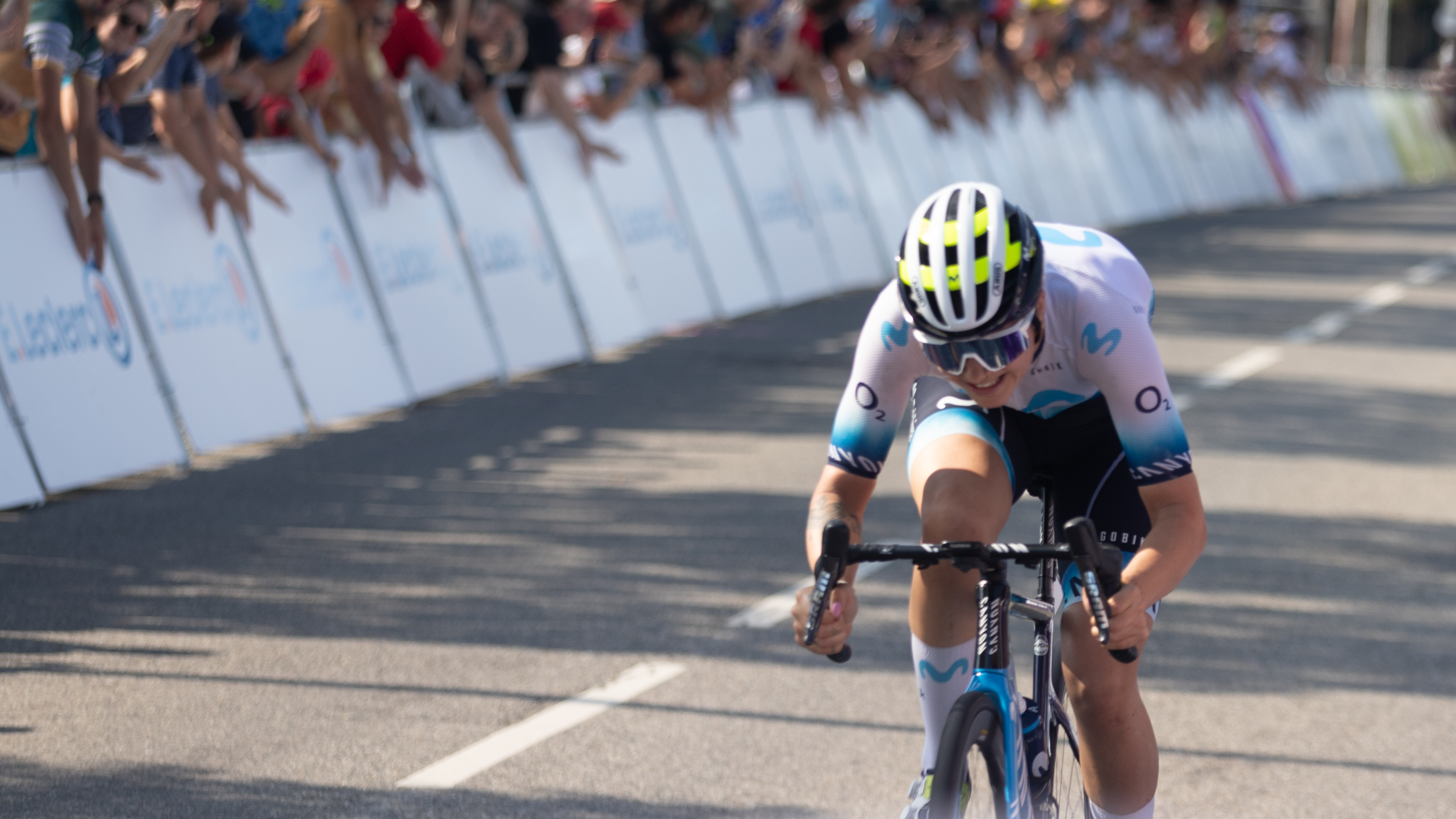
Emma Norsgaard a punt d'imposar-se a la sisena etapa

### 8a etapa
30 de juliol: Pau (22,6 km CRI)
La darrera etapa fou una contrarellotge individual de 22,6 km al voltant de Pau. La gran diferència que Vollering havia aconseguit sobre Niewiadoma feia poc probable que la neerlandesa perdés el mallot groc i això feia que l'emoció se centrés en les seves acompanyants al podi. En efecte, la polonesa avantatjava Annemiek van Vleuten en 38 segons i aquesta en treia set a Lotte Kopecky (quarta) i onze a Ashleigh Moolman-Pasio (cinquena).
Marlen Reusser va marcar el millor temps de l'etapa i les seves companyes de l'SD Worx, Vollering i Lopecky, van aconseguir la segona i tercera posició de l'etapa, quedant a 10 i 38 segons, respectivament. Van Vleuten va perdre 1' 41" sobre Reusser, va quedar catorzena de l'etapa i va perdre la tercera posició del podi final. Niewiadoma fou 1' 23" més lenta que Reusser i també va perdre una posició a la classificació final, on va quedar relegada a la tercera plaça per tot just 21 centèsimes de segon. D'aquesta manera, Lopecky aconseguia la segona posició al podi.

## Participants
| Movistar Team MOV | Movistar Team MOV                 | Movistar Team MOV |
| ----------------- | --------------------------------- | ----------------- |
| Núm               | Ciclista                          | Pos               |
| 1                 | Annemiek van Vleuten (NED) (ruta) | 4t                |
| 2                 | Aude Biannic (FRA)                | 84è               |
| 3                 | Sheyla Gutiérrez Ruiz (ESP)       | 89è               |
| 4                 | Emma Norsgaard (DEN) (crono)      | 70è               |
| 5                 | Liane Lippert (GER) (ruta)        | 20è               |
| 6                 | Floortje Mackaij (NED)            | 65è               |
| 7                 | Paula Patiño (COL)                | 25è               |

| SD Worx SDW | SD Worx SDW                        | SD Worx SDW |
| ----------- | ---------------------------------- | ----------- |
| Núm         | Ciclista                           | Pos         |
| 11          | Demi Vollering (NED) (ruta)        | 1r          |
| 12          | Mischa Bredewold (NED)             | 63è         |
| 13          | Elena Cecchini (ITA)               | 95è         |
| 14          | Lotte Kopecky (BEL) (ruta i crono) | 2n          |
| 15          | Christine Majerus (LUX) (ruta)     | 60è         |
| 16          | Marlen Reusser (SUI) (ruta)        | 28è         |
| 17          | Lorena Wiebes (NED) (ruta)         | NP-5        |

| Canyon-SRAM Racing CSR | Canyon-SRAM Racing CSR                 | Canyon-SRAM Racing CSR |
| ---------------------- | -------------------------------------- | ---------------------- |
| Núm                    | Ciclista                               | Pos                    |
| 21                     | Katarzyna Niewiadoma (POL)             | 3r                     |
| 22                     | Ricarda Bauernfeind (GER)              | 9è                     |
| 23                     | Elise Chabbey (SUI)                    | 36è                    |
| 24                     | Soraya Paladin (ITA)                   | 42è                    |
| 25                     | Sarah Roy (AUS)                        | 90è                    |
| 26                     | Agnieszka Skalniak-Sójka (POL) (crono) | 54è                    |
| 27                     | Alice Towers (GBR)                     | 44è                    |

| Team Jumbo-Visma TJV | Team Jumbo-Visma TJV          | Team Jumbo-Visma TJV |
| -------------------- | ----------------------------- | -------------------- |
| Núm                  | Ciclista                      | Pos                  |
| 31                   | Marianne Vos (NED)            | DNF-7                |
| 32                   | Anna Henderson (GBR)          | 68è                  |
| 33                   | Amber Kraak (NED)             | 17è                  |
| 34                   | Coryn Labecki (USA)           | 103è                 |
| 35                   | Riejanne Markus (NED) (crono) | 11è                  |
| 36                   | Karlijn Swinkels (NED)        | 76è                  |
| 37                   | Eva van Agt (NED)             | DNF-2                |

| UAE Team ADQ UAD | UAE Team ADQ UAD               | UAE Team ADQ UAD |
| ---------------- | ------------------------------ | ---------------- |
| Núm              | Ciclista                       | Pos              |
| 41               | Silvia Persico (ITA)           | 14è              |
| 42               | Alena Amialiússik              | 43è              |
| 43               | Olivia Baril (CAN)             | 29è              |
| 44               | Chiara Consonni (ITA)          | NP-7             |
| 45               | Eleonora Gasparrini (ITA)      | 32è              |
| 46               | Elizabeth Holden (GBR) (crono) | 59è              |
| 47               | Erica Magnaldi (ITA)           | 13è              |

| Team dsm-firmenich DSM | Team dsm-firmenich DSM       | Team dsm-firmenich DSM |
| ---------------------- | ---------------------------- | ---------------------- |
| Núm                    | Ciclista                     | Pos                    |
| 51                     | Juliette Labous (FRA)        | 5è                     |
| 52                     | Léa Curinier (FRA)           | 37è                    |
| 53                     | Pfeiffer Georgi (GBR) (ruta) | 61è                    |
| 54                     | Megan Jastrab (USA)          | 111è                   |
| 55                     | Charlotte Kool (NED)         | FC-7                   |
| 56                     | Esmée Peperkamp (NED)        | 48è                    |
| 57                     | Elise Uijen (NED)            | DNF-4                  |

| Lidl-Trek LTK | Lidl-Trek LTK                             | Lidl-Trek LTK |
| ------------- | ----------------------------------------- | ------------- |
| Núm           | Ciclista                                  | Pos           |
| 61            | Elisa Balsamo (ITA)                       | NP-7          |
| 62            | Lucinda Brand (NED)                       | 52è           |
| 63            | Lizzie Deignan (GBR)                      | 35è           |
| 64            | Lauretta Hanson (AUS)                     | 87è           |
| 65            | Elisa Longo Borghini (ITA) (ruta i crono) | NP-7          |
| 66            | Ilaria Sanguineti (ITA)                   | 109è          |
| 67            | Amanda Spratt (AUS)                       | 10è           |

| FDJ-Suez FST | FDJ-Suez FST                | FDJ-Suez FST |
| ------------ | --------------------------- | ------------ |
| Núm          | Ciclista                    | Pos          |
| 71           | Cecilie Uttrup Ludwig (DEN) | 7è           |
| 72           | Loes Adegeest (NED)         | DNF-7        |
| 73           | Grace Brown (AUS) (crono)   | 31è          |
| 74           | Marta Cavalli (ITA)         | 19è          |
| 75           | Vittoria Guazzini (ITA)     | 114è         |
| 76           | Évita Muzic (FRA)           | DNF-5        |
| 77           | Jade Wiel (FRA)             | 67è          |

| EF Education-TIBCO-SVB TIB | EF Education-TIBCO-SVB TIB     | EF Education-TIBCO-SVB TIB |
| -------------------------- | ------------------------------ | -------------------------- |
| Núm                        | Ciclista                       | Pos                        |
| 81                         | Veronica Ewers (USA)           | NP-7                       |
| 82                         | Letizia Borghesi (ITA)         | 62è                        |
| 83                         | Kathrin Hammes (GER)           | 50è                        |
| 84                         | Alison Jackson (CAN) (ruta)    | 108è                       |
| 85                         | Sara Poidevin (CAN)            | 80è                        |
| 86                         | Magdeleine Vallieres (CAN)     | 97è                        |
| 87                         | Georgia Williams (NZL) (crono) | 58è                        |

| Liv Racing TeqFind LIV | Liv Racing TeqFind LIV                          | Liv Racing TeqFind LIV |
| ---------------------- | ----------------------------------------------- | ---------------------- |
| Núm                    | Ciclista                                        | Pos                    |
| 91                     | Margarita Victoria García Cañellas (ESP) (ruta) | NP-8                   |
| 92                     | Caroline Andersson (SWE)                        | 45è                    |
| 93                     | Rachele Barbieri (ITA)                          | DNF-4                  |
| 94                     | Thalita de Jong (NED)                           | 66è                    |
| 95                     | Jeanne Korevaar (NED)                           | 101è                   |
| 96                     | Silke Smulders (NED)                            | 46è                    |
| 97                     | Quinty Ton (NED)                                | 56è                    |

| AG Insurance-Soudal Quick-Step AGS | AG Insurance-Soudal Quick-Step AGS   | AG Insurance-Soudal Quick-Step AGS |
| ---------------------------------- | ------------------------------------ | ---------------------------------- |
| Núm                                | Ciclista                             | Pos                                |
| 101                                | Ashleigh Moolman (RSA)               | 6è                                 |
| 102                                | Mireia Benito Pellicer (ESP) (crono) | DNF-1                              |
| 103                                | Maaike Boogaard (NED)                | 91è                                |
| 104                                | Julia Borgström (SWE)                | 47è                                |
| 105                                | Justine Ghekiere (BEL)               | 22è                                |
| 106                                | Lotta Henttala (FIN)                 | DQ-6                               |
| 107                                | Romy Kasper (GER)                    | 38è                                |

| Fenix-Deceuninck FED | Fenix-Deceuninck FED          | Fenix-Deceuninck FED |
| -------------------- | ----------------------------- | -------------------- |
| Núm                  | Ciclista                      | Pos                  |
| 111                  | Julie De Wilde (BEL)          | 82è                  |
| 112                  | Sanne Cant (BEL)              | 85è                  |
| 113                  | Yara Kastelijn (NED)          | 26è                  |
| 114                  | Evy Kuijpers (NED)            | 104è                 |
| 115                  | Christina Schweinberger (AUT) | 39è                  |
| 116                  | Marthe Truyen (BEL)           | 73è                  |
| 117                  | Julie Van de Velde (BEL)      | 57è                  |

| Israel-Premier Tech Roland CGS | Israel-Premier Tech Roland CGS | Israel-Premier Tech Roland CGS |
| ------------------------------ | ------------------------------ | ------------------------------ |
| Núm                            | Ciclista                       | Pos                            |
| 121                            | Claire Steels (GBR)            | 18è                            |
| 122                            | Fien Delbaere (BEL)            | DNF-2                          |
| 123                            | Tamara Balabolina              | 21è                            |
| 124                            | Nathalie Eklund (SWE)          | 102è                           |
| 125                            | Elena Hartmann (SUI)           | 79è                            |
| 126                            | Elizabeth Stannard (AUS)       | 53è                            |
| 127                            | Lara Vieceli (ITA)             | NP-2                           |

| Uno-X Pro Cycling Team UXT | Uno-X Pro Cycling Team UXT          | Uno-X Pro Cycling Team UXT |
| -------------------------- | ----------------------------------- | -------------------------- |
| Núm                        | Ciclista                            | Pos                        |
| 131                        | Anouska Koster (NED)                | 40è                        |
| 132                        | Susanne Andersen (NOR) (ruta)       | 93è                        |
| 133                        | Maria Giulia Confalonieri (ITA)     | NP-7                       |
| 134                        | Marte Berg Edseth (NOR)             | DNF-3                      |
| 135                        | Hannah Ludwig (GER)                 | 71è                        |
| 136                        | Wilma Olausson (SWE)                | 106è                       |
| 137                        | Mie Bjørndal Ottestad (NOR) (crono) | NP-5                       |

| St Michel-Mavic-Auber 93 AUB | St Michel-Mavic-Auber 93 AUB | St Michel-Mavic-Auber 93 AUB |
| ---------------------------- | ---------------------------- | ---------------------------- |
| Núm                          | Ciclista                     | Pos                          |
| 141                          | Coralie Demay (FRA)          | 27è                          |
| 142                          | Sandrine Bideau (FRA)        | 112è                         |
| 143                          | Simone Boilard (CAN)         | 34è                          |
| 144                          | Camille Fahy (FRA)           | 86è                          |
| 145                          | Célia Le Mouel (FRA)         | 88è                          |
| 146                          | Dilyxine Miermont (FRA)      | 64è                          |
| 147                          | Margot Pompanon (FRA)        | 81è                          |

| Human Powered Health HPW | Human Powered Health HPW                | Human Powered Health HPW |
| ------------------------ | --------------------------------------- | ------------------------ |
| Núm                      | Ciclista                                | Pos                      |
| 151                      | Audrey Cordon-Ragot (FRA)               | 33è                      |
| 152                      | Alice Barnes (GBR)                      | FC-7                     |
| 153                      | Henrietta Christie (NZL)                | 105è                     |
| 154                      | Antri Christoforou (CYP) (ruta i crono) | 119è                     |
| 155                      | Barbara Malcotti (ITA)                  | 24è                      |
| 156                      | Marjolein van 't Geloof (NED)           | 123è                     |
| 157                      | Eri Yonamine (JPN) (crono)              | 78è                      |

| Cofidis COF | Cofidis COF                   | Cofidis COF |
| ----------- | ----------------------------- | ----------- |
| Núm         | Ciclista                      | Pos         |
| 161         | Clara Koppenburg (GER)        | 15è         |
| 162         | Martina Alzini (ITA)          | DNF-7       |
| 163         | Morgane Coston (FRA)          | 74è         |
| 164         | Špela Kern (SLO)              | NP-3        |
| 165         | Rachel Neylan (AUS)           | 49è         |
| 166         | Gabrielle Pilote Fortin (CAN) | DNF-5       |
| 167         | Josie Talbot (AUS)            | 122è        |

| Team Jayco AlUla BEX | Team Jayco AlUla BEX           | Team Jayco AlUla BEX |
| -------------------- | ------------------------------ | -------------------- |
| Núm                  | Ciclista                       | Pos                  |
| 171                  | Ane Santesteban González (ESP) | 8è                   |
| 172                  | Jessica Allen (AUS)            | 118è                 |
| 173                  | Teniel Campbell (TTO)          | 99è                  |
| 174                  | Georgie Howe (AUS)             | 96è                  |
| 175                  | Nina Kessler (NED)             | 94è                  |
| 176                  | Alexandra Manly (AUS)          | 75è                  |
| 177                  | Amber Pate (AUS)               | 72è                  |

| Lifeplus Wahoo DRP | Lifeplus Wahoo DRP         | Lifeplus Wahoo DRP |
| ------------------ | -------------------------- | ------------------ |
| Núm                | Ciclista                   | Pos                |
| 181                | Margaux Vigie (FRA)        | 110è               |
| 182                | Natalie Grinczer (GBR)     | 30è                |
| 183                | Typhaine Laurance (FRA)    | 120è               |
| 184                | Kaja Rysz (POL)            | DNF-5              |
| 185                | April Tacey (GBR)          | 116è               |
| 186                | Babette van der Wolf (NED) | DNF-7              |
| 187                | Ella Wyllie (NZL)          | 16è                |

| Ceratizit-WNT Pro Cycling WNT | Ceratizit-WNT Pro Cycling WNT | Ceratizit-WNT Pro Cycling WNT |
| ----------------------------- | ----------------------------- | ----------------------------- |
| Núm                           | Ciclista                      | Pos                           |
| 191                           | Cédrine Kerbaol (FRA) (crono) | 12è                           |
| 192                           | Sandra Alonso Domínguez (ESP) | 92è                           |
| 193                           | Alice Maria Arzuffi (ITA)     | 41è                           |
| 194                           | Nina Berton (LUX)             | 83è                           |
| 195                           | Arianna Fidanza (ITA)         | 98è                           |
| 196                           | Marta Lach (POL)              | 51è                           |
| 197                           | Kathrin Schweinberger (AUT)   | 100è                          |

| Arkéa Pro Cycling Team ARK | Arkéa Pro Cycling Team ARK    | Arkéa Pro Cycling Team ARK |
| -------------------------- | ----------------------------- | -------------------------- |
| Núm                        | Ciclista                      | Pos                        |
| 201                        | Danielle De Francesco (AUS)   | 77è                        |
| 202                        | Clara Emond (CAN)             | 23è                        |
| 203                        | Maaike Coljé (NED)            | 55è                        |
| 204                        | Amandine Fouquenet (FRA)      | DNF-2                      |
| 205                        | Anastassia Kalessava          | 115è                       |
| 206                        | Marie Morgane le Deunff (FRA) | FC-6                       |
| 207                        | Anaïs Morichon (FRA)          | DNF-4                      |

| Coop-Hitec Products HPU | Coop-Hitec Products HPU       | Coop-Hitec Products HPU |
| ----------------------- | ----------------------------- | ----------------------- |
| Núm                     | Ciclista                      | Pos                     |
| 211                     | Jenny Rissveds (SWE) (crono)  | NP-5                    |
| 212                     | Stine Dale (NOR)              | 107è                    |
| 213                     | India Grangier (FRA)          | 117è                    |
| 214                     | Sigrid Ytterhus Haugset (NOR) | 69è                     |
| 215                     | Tiril Jørgensen (NOR)         | 113è                    |
| 216                     | Lucie Jounier (FRA)           | DNF-3                   |
| 217                     | Josie Nelson (GBR)            | 121è                    |

| Movistar Team MOV | Movistar Team MOV                 | Movistar Team MOV |
| ----------------- | --------------------------------- | ----------------- |
| Núm               | Ciclista                          | Pos               |
| 1                 | Annemiek van Vleuten (NED) (ruta) | 4t                |
| 2                 | Aude Biannic (FRA)                | 84è               |
| 3                 | Sheyla Gutiérrez Ruiz (ESP)       | 89è               |
| 4                 | Emma Norsgaard (DEN) (crono)      | 70è               |
| 5                 | Liane Lippert (GER) (ruta)        | 20è               |
| 6                 | Floortje Mackaij (NED)            | 65è               |
| 7                 | Paula Patiño (COL)                | 25è               |

| SD Worx SDW | SD Worx SDW                        | SD Worx SDW |
| ----------- | ---------------------------------- | ----------- |
| Núm         | Ciclista                           | Pos         |
| 11          | Demi Vollering (NED) (ruta)        | 1r          |
| 12          | Mischa Bredewold (NED)             | 63è         |
| 13          | Elena Cecchini (ITA)               | 95è         |
| 14          | Lotte Kopecky (BEL) (ruta i crono) | 2n          |
| 15          | Christine Majerus (LUX) (ruta)     | 60è         |
| 16          | Marlen Reusser (SUI) (ruta)        | 28è         |
| 17          | Lorena Wiebes (NED) (ruta)         | NP-5        |

| Canyon-SRAM Racing CSR | Canyon-SRAM Racing CSR                 | Canyon-SRAM Racing CSR |
| ---------------------- | -------------------------------------- | ---------------------- |
| Núm                    | Ciclista                               | Pos                    |
| 21                     | Katarzyna Niewiadoma (POL)             | 3r                     |
| 22                     | Ricarda Bauernfeind (GER)              | 9è                     |
| 23                     | Elise Chabbey (SUI)                    | 36è                    |
| 24                     | Soraya Paladin (ITA)                   | 42è                    |
| 25                     | Sarah Roy (AUS)                        | 90è                    |
| 26                     | Agnieszka Skalniak-Sójka (POL) (crono) | 54è                    |
| 27                     | Alice Towers (GBR)                     | 44è                    |

| Team Jumbo-Visma TJV | Team Jumbo-Visma TJV          | Team Jumbo-Visma TJV |
| -------------------- | ----------------------------- | -------------------- |
| Núm                  | Ciclista                      | Pos                  |
| 31                   | Marianne Vos (NED)            | DNF-7                |
| 32                   | Anna Henderson (GBR)          | 68è                  |
| 33                   | Amber Kraak (NED)             | 17è                  |
| 34                   | Coryn Labecki (USA)           | 103è                 |
| 35                   | Riejanne Markus (NED) (crono) | 11è                  |
| 36                   | Karlijn Swinkels (NED)        | 76è                  |
| 37                   | Eva van Agt (NED)             | DNF-2                |

| UAE Team ADQ UAD | UAE Team ADQ UAD               | UAE Team ADQ UAD |
| ---------------- | ------------------------------ | ---------------- |
| Núm              | Ciclista                       | Pos              |
| 41               | Silvia Persico (ITA)           | 14è              |
| 42               | Alena Amialiússik              | 43è              |
| 43               | Olivia Baril (CAN)             | 29è              |
| 44               | Chiara Consonni (ITA)          | NP-7             |
| 45               | Eleonora Gasparrini (ITA)      | 32è              |
| 46               | Elizabeth Holden (GBR) (crono) | 59è              |
| 47               | Erica Magnaldi (ITA)           | 13è              |

| Team dsm-firmenich DSM | Team dsm-firmenich DSM       | Team dsm-firmenich DSM |
| ---------------------- | ---------------------------- | ---------------------- |
| Núm                    | Ciclista                     | Pos                    |
| 51                     | Juliette Labous (FRA)        | 5è                     |
| 52                     | Léa Curinier (FRA)           | 37è                    |
| 53                     | Pfeiffer Georgi (GBR) (ruta) | 61è                    |
| 54                     | Megan Jastrab (USA)          | 111è                   |
| 55                     | Charlotte Kool (NED)         | FC-7                   |
| 56                     | Esmée Peperkamp (NED)        | 48è                    |
| 57                     | Elise Uijen (NED)            | DNF-4                  |

| Lidl-Trek LTK | Lidl-Trek LTK                             | Lidl-Trek LTK |
| ------------- | ----------------------------------------- | ------------- |
| Núm           | Ciclista                                  | Pos           |
| 61            | Elisa Balsamo (ITA)                       | NP-7          |
| 62            | Lucinda Brand (NED)                       | 52è           |
| 63            | Lizzie Deignan (GBR)                      | 35è           |
| 64            | Lauretta Hanson (AUS)                     | 87è           |
| 65            | Elisa Longo Borghini (ITA) (ruta i crono) | NP-7          |
| 66            | Ilaria Sanguineti (ITA)                   | 109è          |
| 67            | Amanda Spratt (AUS)                       | 10è           |

| FDJ-Suez FST | FDJ-Suez FST                | FDJ-Suez FST |
| ------------ | --------------------------- | ------------ |
| Núm          | Ciclista                    | Pos          |
| 71           | Cecilie Uttrup Ludwig (DEN) | 7è           |
| 72           | Loes Adegeest (NED)         | DNF-7        |
| 73           | Grace Brown (AUS) (crono)   | 31è          |
| 74           | Marta Cavalli (ITA)         | 19è          |
| 75           | Vittoria Guazzini (ITA)     | 114è         |
| 76           | Évita Muzic (FRA)           | DNF-5        |
| 77           | Jade Wiel (FRA)             | 67è          |

| EF Education-TIBCO-SVB TIB | EF Education-TIBCO-SVB TIB     | EF Education-TIBCO-SVB TIB |
| -------------------------- | ------------------------------ | -------------------------- |
| Núm                        | Ciclista                       | Pos                        |
| 81                         | Veronica Ewers (USA)           | NP-7                       |
| 82                         | Letizia Borghesi (ITA)         | 62è                        |
| 83                         | Kathrin Hammes (GER)           | 50è                        |
| 84                         | Alison Jackson (CAN) (ruta)    | 108è                       |
| 85                         | Sara Poidevin (CAN)            | 80è                        |
| 86                         | Magdeleine Vallieres (CAN)     | 97è                        |
| 87                         | Georgia Williams (NZL) (crono) | 58è                        |

| Liv Racing TeqFind LIV | Liv Racing TeqFind LIV                          | Liv Racing TeqFind LIV |
| ---------------------- | ----------------------------------------------- | ---------------------- |
| Núm                    | Ciclista                                        | Pos                    |
| 91                     | Margarita Victoria García Cañellas (ESP) (ruta) | NP-8                   |
| 92                     | Caroline Andersson (SWE)                        | 45è                    |
| 93                     | Rachele Barbieri (ITA)                          | DNF-4                  |
| 94                     | Thalita de Jong (NED)                           | 66è                    |
| 95                     | Jeanne Korevaar (NED)                           | 101è                   |
| 96                     | Silke Smulders (NED)                            | 46è                    |
| 97                     | Quinty Ton (NED)                                | 56è                    |

| AG Insurance-Soudal Quick-Step AGS | AG Insurance-Soudal Quick-Step AGS   | AG Insurance-Soudal Quick-Step AGS |
| ---------------------------------- | ------------------------------------ | ---------------------------------- |
| Núm                                | Ciclista                             | Pos                                |
| 101                                | Ashleigh Moolman (RSA)               | 6è                                 |
| 102                                | Mireia Benito Pellicer (ESP) (crono) | DNF-1                              |
| 103                                | Maaike Boogaard (NED)                | 91è                                |
| 104                                | Julia Borgström (SWE)                | 47è                                |
| 105                                | Justine Ghekiere (BEL)               | 22è                                |
| 106                                | Lotta Henttala (FIN)                 | DQ-6                               |
| 107                                | Romy Kasper (GER)                    | 38è                                |

| Fenix-Deceuninck FED | Fenix-Deceuninck FED          | Fenix-Deceuninck FED |
| -------------------- | ----------------------------- | -------------------- |
| Núm                  | Ciclista                      | Pos                  |
| 111                  | Julie De Wilde (BEL)          | 82è                  |
| 112                  | Sanne Cant (BEL)              | 85è                  |
| 113                  | Yara Kastelijn (NED)          | 26è                  |
| 114                  | Evy Kuijpers (NED)            | 104è                 |
| 115                  | Christina Schweinberger (AUT) | 39è                  |
| 116                  | Marthe Truyen (BEL)           | 73è                  |
| 117                  | Julie Van de Velde (BEL)      | 57è                  |

| Israel-Premier Tech Roland CGS | Israel-Premier Tech Roland CGS | Israel-Premier Tech Roland CGS |
| ------------------------------ | ------------------------------ | ------------------------------ |
| Núm                            | Ciclista                       | Pos                            |
| 121                            | Claire Steels (GBR)            | 18è                            |
| 122                            | Fien Delbaere (BEL)            | DNF-2                          |
| 123                            | Tamara Balabolina              | 21è                            |
| 124                            | Nathalie Eklund (SWE)          | 102è                           |
| 125                            | Elena Hartmann (SUI)           | 79è                            |
| 126                            | Elizabeth Stannard (AUS)       | 53è                            |
| 127                            | Lara Vieceli (ITA)             | NP-2                           |

| Uno-X Pro Cycling Team UXT | Uno-X Pro Cycling Team UXT          | Uno-X Pro Cycling Team UXT |
| -------------------------- | ----------------------------------- | -------------------------- |
| Núm                        | Ciclista                            | Pos                        |
| 131                        | Anouska Koster (NED)                | 40è                        |
| 132                        | Susanne Andersen (NOR) (ruta)       | 93è                        |
| 133                        | Maria Giulia Confalonieri (ITA)     | NP-7                       |
| 134                        | Marte Berg Edseth (NOR)             | DNF-3                      |
| 135                        | Hannah Ludwig (GER)                 | 71è                        |
| 136                        | Wilma Olausson (SWE)                | 106è                       |
| 137                        | Mie Bjørndal Ottestad (NOR) (crono) | NP-5                       |

| St Michel-Mavic-Auber 93 AUB | St Michel-Mavic-Auber 93 AUB | St Michel-Mavic-Auber 93 AUB |
| ---------------------------- | ---------------------------- | ---------------------------- |
| Núm                          | Ciclista                     | Pos                          |
| 141                          | Coralie Demay (FRA)          | 27è                          |
| 142                          | Sandrine Bideau (FRA)        | 112è                         |
| 143                          | Simone Boilard (CAN)         | 34è                          |
| 144                          | Camille Fahy (FRA)           | 86è                          |
| 145                          | Célia Le Mouel (FRA)         | 88è                          |
| 146                          | Dilyxine Miermont (FRA)      | 64è                          |
| 147                          | Margot Pompanon (FRA)        | 81è                          |

| Human Powered Health HPW | Human Powered Health HPW                | Human Powered Health HPW |
| ------------------------ | --------------------------------------- | ------------------------ |
| Núm                      | Ciclista                                | Pos                      |
| 151                      | Audrey Cordon-Ragot (FRA)               | 33è                      |
| 152                      | Alice Barnes (GBR)                      | FC-7                     |
| 153                      | Henrietta Christie (NZL)                | 105è                     |
| 154                      | Antri Christoforou (CYP) (ruta i crono) | 119è                     |
| 155                      | Barbara Malcotti (ITA)                  | 24è                      |
| 156                      | Marjolein van 't Geloof (NED)           | 123è                     |
| 157                      | Eri Yonamine (JPN) (crono)              | 78è                      |

| Cofidis COF | Cofidis COF                   | Cofidis COF |
| ----------- | ----------------------------- | ----------- |
| Núm         | Ciclista                      | Pos         |
| 161         | Clara Koppenburg (GER)        | 15è         |
| 162         | Martina Alzini (ITA)          | DNF-7       |
| 163         | Morgane Coston (FRA)          | 74è         |
| 164         | Špela Kern (SLO)              | NP-3        |
| 165         | Rachel Neylan (AUS)           | 49è         |
| 166         | Gabrielle Pilote Fortin (CAN) | DNF-5       |
| 167         | Josie Talbot (AUS)            | 122è        |

| Team Jayco AlUla BEX | Team Jayco AlUla BEX           | Team Jayco AlUla BEX |
| -------------------- | ------------------------------ | -------------------- |
| Núm                  | Ciclista                       | Pos                  |
| 171                  | Ane Santesteban González (ESP) | 8è                   |
| 172                  | Jessica Allen (AUS)            | 118è                 |
| 173                  | Teniel Campbell (TTO)          | 99è                  |
| 174                  | Georgie Howe (AUS)             | 96è                  |
| 175                  | Nina Kessler (NED)             | 94è                  |
| 176                  | Alexandra Manly (AUS)          | 75è                  |
| 177                  | Amber Pate (AUS)               | 72è                  |

| Lifeplus Wahoo DRP | Lifeplus Wahoo DRP         | Lifeplus Wahoo DRP |
| ------------------ | -------------------------- | ------------------ |
| Núm                | Ciclista                   | Pos                |
| 181                | Margaux Vigie (FRA)        | 110è               |
| 182                | Natalie Grinczer (GBR)     | 30è                |
| 183                | Typhaine Laurance (FRA)    | 120è               |
| 184                | Kaja Rysz (POL)            | DNF-5              |
| 185                | April Tacey (GBR)          | 116è               |
| 186                | Babette van der Wolf (NED) | DNF-7              |
| 187                | Ella Wyllie (NZL)          | 16è                |

| Ceratizit-WNT Pro Cycling WNT | Ceratizit-WNT Pro Cycling WNT | Ceratizit-WNT Pro Cycling WNT |
| ----------------------------- | ----------------------------- | ----------------------------- |
| Núm                           | Ciclista                      | Pos                           |
| 191                           | Cédrine Kerbaol (FRA) (crono) | 12è                           |
| 192                           | Sandra Alonso Domínguez (ESP) | 92è                           |
| 193                           | Alice Maria Arzuffi (ITA)     | 41è                           |
| 194                           | Nina Berton (LUX)             | 83è                           |
| 195                           | Arianna Fidanza (ITA)         | 98è                           |
| 196                           | Marta Lach (POL)              | 51è                           |
| 197                           | Kathrin Schweinberger (AUT)   | 100è                          |

| Arkéa Pro Cycling Team ARK | Arkéa Pro Cycling Team ARK    | Arkéa Pro Cycling Team ARK |
| -------------------------- | ----------------------------- | -------------------------- |
| Núm                        | Ciclista                      | Pos                        |
| 201                        | Danielle De Francesco (AUS)   | 77è                        |
| 202                        | Clara Emond (CAN)             | 23è                        |
| 203                        | Maaike Coljé (NED)            | 55è                        |
| 204                        | Amandine Fouquenet (FRA)      | DNF-2                      |
| 205                        | Anastassia Kalessava          | 115è                       |
| 206                        | Marie Morgane le Deunff (FRA) | FC-6                       |
| 207                        | Anaïs Morichon (FRA)          | DNF-4                      |

| Coop-Hitec Products HPU | Coop-Hitec Products HPU       | Coop-Hitec Products HPU |
| ----------------------- | ----------------------------- | ----------------------- |
| Núm                     | Ciclista                      | Pos                     |
| 211                     | Jenny Rissveds (SWE) (crono)  | NP-5                    |
| 212                     | Stine Dale (NOR)              | 107è                    |
| 213                     | India Grangier (FRA)          | 117è                    |
| 214                     | Sigrid Ytterhus Haugset (NOR) | 69è                     |
| 215                     | Tiril Jørgensen (NOR)         | 113è                    |
| 216                     | Lucie Jounier (FRA)           | DNF-3                   |
| 217                     | Josie Nelson (GBR)            | 121è                    |

## Classificacions finals

### Classificació general
| \| Classificació general \| Classificació general \| Classificació general \| Classificació general \| Classificació general \| \| Ciclista \| Ciclista \| Equip \| Temps \| \| \| --------------------- \| ------------------------ \| ------------------------------ \| --------------------- \| --------------------- \| \| 1r \| Demi Vollering \| SD Worx \| 25h 17' 35" \| \| \| 2n \| Lotte Kopecky \| SD Worx \| + 3' 03" \| \| \| 3r \| Katarzyna Niewiadoma \| Canyon-SRAM Racing \| + 3' 03" \| \| \| 4t \| Annemiek van Vleuten \| Movistar Team \| + 3' 59" \| \| \| 5è \| Juliette Labous \| Team dsm-firmenich \| + 4' 48" \| \| \| 6è \| Ashleigh Moolman \| AG Insurance-Soudal Quick-Step \| + 5' 21" \| \| \| 7è \| Cecilie Uttrup Ludwig \| FDJ-Suez \| + 9' 09" \| \| \| 8è \| Ane Santesteban González \| Team Jayco AlUla \| + 9' 36" \| \| \| 9è \| Ricarda Bauernfeind \| Canyon-SRAM Racing \| + 9' 56" \| \| \| 10è \| Amanda Spratt \| Lidl-Trek \| + 10' 14" \| \| |                          |                                |             |
| |                          |                                |             |
| Font: ProCyclingStats |                          |                                |             |
| Classificació general |                          |                                |             |
| Ciclista | Ciclista                 | Equip                          | Temps       |
| 1r | Demi Vollering           | SD Worx                        | 25h 17' 35" |
| 2n | Lotte Kopecky            | SD Worx                        | + 3' 03"    |
| 3r | Katarzyna Niewiadoma     | Canyon-SRAM Racing             | + 3' 03"    |
| 4t | Annemiek van Vleuten     | Movistar Team                  | + 3' 59"    |
| 5è | Juliette Labous          | Team dsm-firmenich             | + 4' 48"    |
| 6è | Ashleigh Moolman         | AG Insurance-Soudal Quick-Step | + 5' 21"    |
| 7è | Cecilie Uttrup Ludwig    | FDJ-Suez                       | + 9' 09"    |
| 8è | Ane Santesteban González | Team Jayco AlUla               | + 9' 36"    |
| 9è | Ricarda Bauernfeind      | Canyon-SRAM Racing             | + 9' 56"    |
| 10è | Amanda Spratt            | Lidl-Trek                      | + 10' 14"   |

### Classificacions secundàries
| Classificació per punts | Classificació per punts | Classificació per punts        | Classificació per punts | Classificació per punts |
| Ciclista                | Ciclista                | Equip                          | Punts                   |                         |
| ----------------------- | ----------------------- | ------------------------------ | ----------------------- | ----------------------- |
| 1r                      | Lotte Kopecky           | SD Worx                        | 243 pts                 |                         |
| 2n                      | Ashleigh Moolman        | AG Insurance-Soudal Quick-Step | 153 pts                 |                         |
| 3r                      | Demi Vollering          | SD Worx                        | 97 pts                  |                         |
| 4t                      | Ricarda Bauernfeind     | Canyon-SRAM Racing             | 81 pts                  |                         |
| 5è                      | Emma Norsgaard          | Movistar Team                  | 67 pts                  |                         |
| 6è                      | Katarzyna Niewiadoma    | Canyon-SRAM Racing             | 66 pts                  |                         |
| 7è                      | Liane Lippert           | Movistar Team                  | 64 pts                  |                         |
| 8è                      | Marlen Reusser          | SD Worx                        | 61 pts                  |                         |
| 9è                      | Yara Kastelijn          | Fenix-Deceuninck               | 60 pts                  |                         |
| 10è                     | Annemiek van Vleuten    | Movistar Team                  | 59 pts                  |                         |

| Classificació per punts | Classificació per punts | Classificació per punts        | Classificació per punts | Classificació per punts |
| Ciclista                | Ciclista                | Equip                          | Punts                   |                         |
| ----------------------- | ----------------------- | ------------------------------ | ----------------------- | ----------------------- |
| 1r                      | Lotte Kopecky           | SD Worx                        | 243 pts                 |                         |
| 2n                      | Ashleigh Moolman        | AG Insurance-Soudal Quick-Step | 153 pts                 |                         |
| 3r                      | Demi Vollering          | SD Worx                        | 97 pts                  |                         |
| 4t                      | Ricarda Bauernfeind     | Canyon-SRAM Racing             | 81 pts                  |                         |
| 5è                      | Emma Norsgaard          | Movistar Team                  | 67 pts                  |                         |
| 6è                      | Katarzyna Niewiadoma    | Canyon-SRAM Racing             | 66 pts                  |                         |
| 7è                      | Liane Lippert           | Movistar Team                  | 64 pts                  |                         |
| 8è                      | Marlen Reusser          | SD Worx                        | 61 pts                  |                         |
| 9è                      | Yara Kastelijn          | Fenix-Deceuninck               | 60 pts                  |                         |
| 10è                     | Annemiek van Vleuten    | Movistar Team                  | 59 pts                  |                         |

| Classificació de la muntanya | Classificació de la muntanya | Classificació de la muntanya   | Classificació de la muntanya | Classificació de la muntanya |
| Ciclista                     | Ciclista                     | Equip                          | Punts                        |                              |
| ---------------------------- | ---------------------------- | ------------------------------ | ---------------------------- | ---------------------------- |
| 1r                           | Katarzyna Niewiadoma         | Canyon-SRAM Racing             | 27 pts                       |                              |
| 2n                           | Yara Kastelijn               | Fenix-Deceuninck               | 23 pts                       |                              |
| 3r                           | Demi Vollering               | SD Worx                        | 19 pts                       |                              |
| 4t                           | Anouska Koster               | Uno-X Pro Cycling Team         | 19 pts                       |                              |
| 5è                           | Annemiek van Vleuten         | Movistar Team                  | 18 pts                       |                              |
| 6è                           | Kathrin Hammes               | EF Education-TIBCO-SVB         | 11 pts                       |                              |
| 7è                           | Ashleigh Moolman             | AG Insurance-Soudal Quick-Step | 11 pts                       |                              |
| 8è                           | Juliette Labous              | Team dsm-firmenich             | 10 pts                       |                              |
| 9è                           | Julie Van de Velde           | Fenix-Deceuninck               | 9 pts                        |                              |
| 10è                          | Agnieszka Skalniak-Sójka     | Canyon-SRAM Racing             | 8 pts                        |                              |

| Classificació de la muntanya | Classificació de la muntanya | Classificació de la muntanya   | Classificació de la muntanya | Classificació de la muntanya |
| Ciclista                     | Ciclista                     | Equip                          | Punts                        |                              |
| ---------------------------- | ---------------------------- | ------------------------------ | ---------------------------- | ---------------------------- |
| 1r                           | Katarzyna Niewiadoma         | Canyon-SRAM Racing             | 27 pts                       |                              |
| 2n                           | Yara Kastelijn               | Fenix-Deceuninck               | 23 pts                       |                              |
| 3r                           | Demi Vollering               | SD Worx                        | 19 pts                       |                              |
| 4t                           | Anouska Koster               | Uno-X Pro Cycling Team         | 19 pts                       |                              |
| 5è                           | Annemiek van Vleuten         | Movistar Team                  | 18 pts                       |                              |
| 6è                           | Kathrin Hammes               | EF Education-TIBCO-SVB         | 11 pts                       |                              |
| 7è                           | Ashleigh Moolman             | AG Insurance-Soudal Quick-Step | 11 pts                       |                              |
| 8è                           | Juliette Labous              | Team dsm-firmenich             | 10 pts                       |                              |
| 9è                           | Julie Van de Velde           | Fenix-Deceuninck               | 9 pts                        |                              |
| 10è                          | Agnieszka Skalniak-Sójka     | Canyon-SRAM Racing             | 8 pts                        |                              |

| Classificació de la millor jove | Classificació de la millor jove | Classificació de la millor jove | Classificació de la millor jove | Classificació de la millor jove |
| Ciclista                        | Ciclista                        | Equip                           | Temps                           |                                 |
| ------------------------------- | ------------------------------- | ------------------------------- | ------------------------------- | ------------------------------- |
| 1r                              | Cédrine Kerbaol                 | Ceratizit-WNT Pro Cycling       | 25h 30' 02"                     |                                 |
| 2n                              | Ella Wyllie                     | Lifeplus Wahoo                  | + 3' 08"                        |                                 |
| 3r                              | Eleonora Gasparrini             | UAE Team ADQ                    | + 23' 06"                       |                                 |
| 4t                              | Léa Curinier                    | Team dsm-firmenich              | + 28' 05"                       |                                 |
| 5è                              | Alice Towers                    | Canyon-SRAM Racing              | + 32' 10"                       |                                 |
| 6è                              | Caroline Andersson              | Liv Racing TeqFind              | + 32' 46"                       |                                 |
| 7è                              | Silke Smulders                  | Liv Racing TeqFind              | + 32' 58"                       |                                 |
| 8è                              | Julia Borgström                 | AG Insurance-Soudal Quick-Step  | + 33' 28"                       |                                 |
| 9è                              | Julie De Wilde                  | Fenix-Deceuninck                | + 57' 40"                       |                                 |
| 10è                             | Nina Berton                     | Ceratizit-WNT Pro Cycling       | + 57' 41"                       |                                 |

| Classificació de la millor jove | Classificació de la millor jove | Classificació de la millor jove | Classificació de la millor jove | Classificació de la millor jove |
| Ciclista                        | Ciclista                        | Equip                           | Temps                           |                                 |
| ------------------------------- | ------------------------------- | ------------------------------- | ------------------------------- | ------------------------------- |
| 1r                              | Cédrine Kerbaol                 | Ceratizit-WNT Pro Cycling       | 25h 30' 02"                     |                                 |
| 2n                              | Ella Wyllie                     | Lifeplus Wahoo                  | + 3' 08"                        |                                 |
| 3r                              | Eleonora Gasparrini             | UAE Team ADQ                    | + 23' 06"                       |                                 |
| 4t                              | Léa Curinier                    | Team dsm-firmenich              | + 28' 05"                       |                                 |
| 5è                              | Alice Towers                    | Canyon-SRAM Racing              | + 32' 10"                       |                                 |
| 6è                              | Caroline Andersson              | Liv Racing TeqFind              | + 32' 46"                       |                                 |
| 7è                              | Silke Smulders                  | Liv Racing TeqFind              | + 32' 58"                       |                                 |
| 8è                              | Julia Borgström                 | AG Insurance-Soudal Quick-Step  | + 33' 28"                       |                                 |
| 9è                              | Julie De Wilde                  | Fenix-Deceuninck                | + 57' 40"                       |                                 |
| 10è                             | Nina Berton                     | Ceratizit-WNT Pro Cycling       | + 57' 41"                       |                                 |

| Classificació per equips | Classificació per equips              | Classificació per equips | Classificació per equips |
| Equip                    | Equip                                 | Temps                    |                          |
| ------------------------ | ------------------------------------- | ------------------------ | ------------------------ |
| 1r                       | SD Worx                               | 76h 17' 38"              |                          |
| 2n                       | Canyon-SRAM Racing                    | + 12' 05"                |                          |
| 3r                       | Movistar Team                         | + 18' 03"                |                          |
| 4t                       | FDJ-Suez                              | + 19' 40"                |                          |
| 5è                       | UAE Team ADQ                          | + 31' 26"                |                          |
| 6è                       | AG Insurance - Soudal Quick-Step Team | + 35' 53"                |                          |
| 7è                       | Team Jumbo-Visma                      | + 44' 26"                |                          |
| 8è                       | Lidl-Trek                             | + 47' 31"                |                          |
| 9è                       | Team DSM-Firmenich                    | + 50' 20"                |                          |
| 10è                      | Israel-Premier Tech Roland            | + 57' 29"                |                          |

| Classificació per equips | Classificació per equips              | Classificació per equips | Classificació per equips |
| Equip                    | Equip                                 | Temps                    |                          |
| ------------------------ | ------------------------------------- | ------------------------ | ------------------------ |
| 1r                       | SD Worx                               | 76h 17' 38"              |                          |
| 2n                       | Canyon-SRAM Racing                    | + 12' 05"                |                          |
| 3r                       | Movistar Team                         | + 18' 03"                |                          |
| 4t                       | FDJ-Suez                              | + 19' 40"                |                          |
| 5è                       | UAE Team ADQ                          | + 31' 26"                |                          |
| 6è                       | AG Insurance - Soudal Quick-Step Team | + 35' 53"                |                          |
| 7è                       | Team Jumbo-Visma                      | + 44' 26"                |                          |
| 8è                       | Lidl-Trek                             | + 47' 31"                |                          |
| 9è                       | Team DSM-Firmenich                    | + 50' 20"                |                          |
| 10è                      | Israel-Premier Tech Roland            | + 57' 29"                |                          |

## Evolució de les classificacions
| Etapa | Vencedora d'etapa   | Classificació general | Classificació dels punts | Classificació de la muntanya | Classificació de joves | Classificació per equips | Premi de la combativitat |
| ----- | ------------------- | --------------------- | ------------------------ | ---------------------------- | ---------------------- | ------------------------ | ------------------------ |
| 1     | Lotte Kopecky       | Lotte Kopecky         | Lotte Kopecky            | Lotte Kopecky                | Cédrine Kerbaol        | SD Worx                  | Marta Lach               |
| 2     | Liane Lippert       | Lotte Kopecky         | Lotte Kopecky            | Yara Kastelijn               | Cédrine Kerbaol        | SD Worx                  | Anouska Koster           |
| 3     | Lorena Wiebes       | Lotte Kopecky         | Lotte Kopecky            | Julie van de Velde           | Cédrine Kerbaol        | SD Worx                  | Julie van de Velde       |
| 4     | Yara Kastelijn      | Lotte Kopecky         | Lotte Kopecky            | Anouska Koster               | Cédrine Kerbaol        | SD Worx                  | Yara Kastelijn           |
| 5     | Ricarda Bauernfeind | Lotte Kopecky         | Lotte Kopecky            | Yara Kastelijn               | Cédrine Kerbaol        | SD Worx                  | Ricarda Bauernfeind      |
| 6     | Emma Norsgaard      | Lotte Kopecky         | Lotte Kopecky            | Yara Kastelijn               | Cédrine Kerbaol        | SD Worx                  | Agnieszka Skalniak-Sójka |
| 7     | Demi Vollering      | Demi Vollering        | Lotte Kopecky            | Katarzyna Niewiadoma         | Cédrine Kerbaol        | SD Worx                  | Katarzyna Niewiadoma     |
| 8     | Marlene Reusser     | Demi Vollering        | Lotte Kopecky            | Katarzyna Niewiadoma         | Cédrine Kerbaol        | SD Worx                  | no entregat              |
| Final | Final               | Demi Vollering        | Lotte Kopecky            | Katarzyna Niewiadoma         | Cédrine Kerbaol        | SD Worx                  | Yara Kastelijn           |

1. ↑  Durant la segona, tercera, quarta, cinquena, sisena i setena etapes, Ashleigh Moolman-Pasio, segona en la classificació per punts, va portar el mallot verd ja que la primera classificada, Lotte Kopecky, també era líder de la general i portava el mallot groc. Durant la quarta etapa, tot i que hagués correspost dur-lo a Lorena Wiebes, segona classificada per punts, també el dugué Moolman-Pasio perquè Wiebes preferí dur el mallot de campiona d'Europa.
2. ↑  Durant la segona etapa, Katarzyna Niewiadoma, segona en la classificació de la muntanya, va portar el mallot blanc amb punts vermells ja que la primera classificada, Lotte Kopecky, també era líder de la general i portava el mallot groc.